# Sally Potter
Charlotte Sally Potter (Londres, 19 de setembre de 1949) és una directora de cinema, guionista i actriu britànica. Com a directora de la internacionalment distribuïda Orlando (1992), Potter va obtenir gran apreciació de la crítica per la seva direcció i el seu guió. Protagonitzada per Tilda Swinton, la pel·lícula es va basar en la novel·la del mateix nom de Virginia Woolf i va ser adaptada a la pantalla gran per la mateixa Potter.Després de la seva reeixida direcció a Orlando, Potter ha dirigit les pel·lícules The Tango Lesson (1997), Vides furtives (2000), Yes (2004), Rage (2009), Ginger & Rosa (2012) i The Party (2017). Va ser nomenada Oficial de l'Ordre de l'Imperi Britànic en 2012.
La seva mare era professora de música i el seu pare dissenyador d'interiors i poeta. El seu germà petit Nic era el baixista del grup de rock Van der Graaf Generator. Quan li van preguntar sobre els seus antecedents, que van influir en la seva feina com a cineasta, respon: "Jo venia d'un origen ateu i d'origen anarquista, cosa que significava que vaig créixer en un entorn ple de preguntes, on res es podria donar per fet."
Potter va començar a realitzar pel·lícules a l'edat de 14 anys, quan un dels seus oncles li va regalar una videocàmera. Eventualment va abandonar els seus estudis per a dedicar-se a la direcció. En 1970 es va unir a l'organització London Film-Makers' Co-op on va començar a realitzar pel·lícules experimentals. En 1979 va dirigir un curt anomenat Thriller, que es va convertir en un succés al seu país. En 1983 va dirigir el seu primer llargmetratge, The Gold Diggers (1983), protagonitzada per Julie Christie.

## Filmografia
Llargmetratges
- The Gold Diggers (1983)
- Orlando (1992)
- The Tango Lesson (1997)
- Vides furtives (2000)
- Yes (2004)
- Rage (2009)
- Ginger & Rosa (2012)
- The Party (2017)
- The Roads Not Taken (2020)

Curtmetratges
- Jerk (1969)
- Hors d'oeuvres (1970)
- Black & White (1970)
- Play (1970)
- Thriller Arxivat 2015-03-16 a Wayback Machine. a Women Make Movies (1979)
- London Story a Women Make Movies (1980)

## Premis i distincions
| Curs | Premi                                             | Categoria                        | Obra nominada       | Resultat  |
| ---- | ------------------------------------------------- | -------------------------------- | ------------------- | --------- |
| 1984 | Festival de Cinema de Berlín                      | Lector Jurat del "Zitty"         | The Gold Diggers    | Guanyador |
| 1992 | Mostra Internacional de Cinema de Venècia         | Lleó d'Or                        | Orlando             | Nominat   |
| 1992 | Mostra Internacional de Cinema de Venècia         | Ciak d'Or                        | Orlando             | Nominat   |
| 1992 | Mostra Internacional de Cinema de Venècia         | Premi Elvira Notari              | Orlando             | Guanyador |
| 1992 | Mostra Internacional de Cinema de Venècia         | Premi OCIC                       | Orlando             | Guanyador |
| 1993 | Premis Independent Spirit                         | Millor pel·lícula internacional  | Orlando             | Nominat   |
| 1993 | Premis del Cinema Europeu                         | Jove pel·lícula europea de l'any | Orlando             | Guanyador |
| 1993 | Festival Internacional de Cinema de San Francisco | Premi Satyajit Ray               | Orlando             | Guanyador |
| 1992 | Festival Internacional de Cinema de Tessalònica   | FIPRESCI                         | Orlando             | Guanyador |
| 1992 | Festival Internacional de Cinema de Tessalònica   | Alexandre d'Or                   | Orlando             | Guanyador |
| 1992 | Festival Internacional de Cinema de Tessalònica   | Assoliment artístic especial     | Orlando             | Guanyador |
| 1997 | Festival Internacional de Cinema de Mar del Plata | Millor pel·lícula                | The Tango Lesson    | Guanyador |
| 2000 | Mostra de Cinema de Venècia                       | Lleó d'Or                        | Vides furtives      | Nominat   |
| 2005 | Festival Internacional de Cinema de Brisbane      | Recomanació especial             | Yes                 | Guanyador |
| 2005 | Festival Internacional de Cinema d'Emden          | Premi Emden Film                 | Yes                 | Nominat   |
| 2009 | Festival Internacional de Cinema de Berlín        | Os d'Or                          | Rage                | Nominat   |
| 2009 | Women Film Critics Circle                         | Millor història femenina         | Rage                | Nominat   |
| 2012 | BFI London Film Festival                          | Millor pel·lícula                | Ginger and Rosa     | Nominat   |
| 2012 | Seminci                                           | Millor pel·lícula                | Ginger and Rosa     | Nominat   |
| 2012 | Festival de Cinema d'Abu Dhabi                    | Millor pel·lícula narrativa      | Ginger and Rosa     | Nominat   |
| 2012 | Tallinn Black Nights Film Festival                | Menció Especial                  | Ginger and Rosa     | Guanyador |
| 2017 | Festival Internacional de Cinema de Berlín        | Premi del Gremi del Cinema       | The Party           | Guanyador |
| 2017 | Festival Internacional de Cinema de Berlín        | Os d'Or                          | The Party           | Nominat   |
| 2017 | Festival Internacional de Cinema de Melbourne     | Premi People's Choice            | The Party           | 3r lloc   |
| 2017 | Seminci                                           | Espiga Arc de Sant Martí         | The Party           | Guanyador |
| 2017 | Seminci                                           | Espiga d'Or                      | The Party           | Nominat   |
| 2019 | Alliance of Women Film Journalists                | EDA Female Focus Award           | The Party           | Nominat   |
| 2019 | Premis Goya                                       | Millor pel·lícula europea        | The Party           | Nominat   |
| 2020 | Festival Internacional de Cinema de Berlín        | Os d'Or                          | The Roads Not Taken | Nominat   |